# فيران جوتغلا
فيران جوتيلا (1 فبراير 1999) هو لاعب كرة قدم إسباني يلعبُ في مركز الجناح أيمن مع نادي سيلتا فيغو.